# Har Kavul
Har Kavul (hebrejsky: הר כבול) je vrch o nadmořské výšce 373 metrů v severním Izraeli, v Dolní Galileji.
Nachází se cca 2 kilometry východně od města Tamra. Má podobu pahorku s částečně zalesněnými svahy. Na západě se terén prudce svažuje k městu Tamra, kam také stéká vádí Nachal Tamra. Na východě je od sousední hory Har Šechanija tento vrch oddělen mělkým údolím, jímž protéká vádí Nachal Kavul. Jižní úbočí pozvolna přecházejí do zalesnění pahorkatiny, jíž prochází vádí Nachal Šechanija.